# Tercera División de Chile 1991
El Campeonato Oficial de Fútbol de la Tercera División de 1991 fue la 11° edición de la tercera categoría del fútbol de Chile, correspondiente a la temporada 1991. Se jugó desde abril de 1991 hasta diciembre de 1991.
Su organización estuvo a cargo de la Asociación Nacional de Fútbol Amateur de Chile (ANFA) y contó con la participación de 28 equipos, los cuales, disputaron el campeonato en tres grupos por zona y en una liguilla por el ascenso, bajo el sistema de todos contra todos.
El campeón fue Deportes Santa Cruz que ascendió a la Segunda División 1992.

## Movimientos divisionales
| Pos | a Segunda División de Chile 1991 |
| --- | -------------------------------- |
| 1º  | Unión La Calera (Campeón)        |

| Pos | a Tercera División de Chile 1991 |
| --- | -------------------------------- |
| 1º  | Tricolor Municipal               |
| 4º  | Juventud Puente Alto             |
| 5º  | Cóndor San Antonio               |

| Pos | Aceptados en Tercera División de Chile 1991 |
| --- | ------------------------------------------- |
| -   | Deportes Los Náuticos                       |
| -   | Universitario de Temuco                     |
| -   | Deportivo Valdivia                          |

| Pos       | desde Segunda División de Chile 1990 |
| --------- | ------------------------------------ |
| 11º (LDN) | San Luis de Quillota                 |
| 11º (LDS) | Curicó Unido                         |
| 12º (LDN) | General Velásquez                    |
| 12º (LDS) | Deportes Valdivia                    |

| Pos     | a Cuarta División de Chile 1991 |
| ------- | ------------------------------- |
| Prom.   | Quintero Unido                  |
| 5° (LD) | Juventud O'Higgins              |

| Pos      | Abandono de la Competencia.      |
| -------- | -------------------------------- |
| 5° (LDS) | Deportes Victoria (Disuelto)     |
| -        | Universitario de Temuco (Retiro) |

| Pos     | a Asociación de Origen |
| ------- | ---------------------- |
| 6° (LA) | Comercial Temuco       |
| 8° (LA) | Thomas Bata            |

## Equipos participantes
| Equipo                  | Ciudad                        |
| ----------------------- | ----------------------------- |
| Barnechea               | Lo Barnechea                  |
| Comercio Llay-Llay      | Llay Llay                     |
| Cía. de Teléfonos       | Pedro Aguirre Cerda, Santiago |
| Concón National         | Concón                        |
| Cóndor San Antonio      | San Antonio                   |
| Curicó Unido            | Curicó                        |
| Defensor Casablanca     | Casablanca                    |
| Deportes Laja           | Laja                          |
| Deportes La Unión       | La Unión                      |
| Deportes Los Náuticos   | Talcahuano                    |
| Deportes Maipo          | Maipo                         |
| Deportes Rengo          | Rengo                         |
| Deportivo Valdivia      | Valdivia                      |
| General Velásquez       | San Vicente de Tagua Tagua    |
| Goodyear                | Maipú                         |
| Iván Mayo               | Villa Alemana                 |
| Juventud Chépica        | Chépica                       |
| Juventud Ferro          | Chimbarongo                   |
| Juventud Puente Alto    | Puente Alto                   |
| Malleco Unido           | Angol                         |
| Municipal Las Condes    | Las Condes                    |
| Municipal Talagante     | Talagante                     |
| San Luis                | Quillota                      |
| Santiago Morning        | Recoleta                      |
| Tricolor Municipal      | Paine                         |
| Unión Santa Cruz        | Santa Cruz                    |
| Unión Veterana          | Peumo                         |
| Universitario de Temuco | Temuco                        |

## Primera fase

### Zona sur
| Pos | Equipo                  | PJ | PG | PE | PP | GF | GC | Dif | Pts |
| --- | ----------------------- | -- | -- | -- | -- | -- | -- | --- | --- |
| 1   | Deportivo Valdivia      | 14 | 6  | 6  | 2  | 18 | 10 | 8   | 18  |
| 2   | Curicó Unido            | 14 | 7  | 4  | 3  | 23 | 17 | 6   | 18  |
| 3   | Deportes Laja           | 14 | 7  | 3  | 4  | 30 | 20 | 10  | 17  |
| 4   | Malleco Unido           | 14 | 6  | 4  | 4  | 15 | 12 | 3   | 16  |
| 5   | Deportes Los Náuticos   | 14 | 5  | 5  | 4  | 22 | 15 | 7   | 15  |
| 6   | General Velásquez       | 14 | 4  | 7  | 3  | 23 | 19 | 4   | 15  |
| 7   | Deportes La Unión       | 14 | 5  | 2  | 7  | 20 | 18 | 2   | 12  |
| 8   | Universitario de Temuco | 14 | 0  | 1  | 13 | 9  | 49 | -40 | 1   |

### Zona centro
| Pos | Equipo               | PJ | PG | PE | PP | GF | GC | Dif | Pts |
| --- | -------------------- | -- | -- | -- | -- | -- | -- | --- | --- |
| 1   | Unión Santa Cruz     | 18 | 11 | 4  | 3  | 28 | 16 | 12  | 26  |
| 2   | Juventud Puente Alto | 18 | 9  | 6  | 3  | 29 | 19 | 10  | 24  |
| 3   | Cía. de Tefefonos    | 18 | 9  | 3  | 6  | 38 | 25 | 13  | 21  |
| 4   | Deportes Rengo       | 18 | 7  | 5  | 6  | 36 | 29 | 7   | 19  |
| 5   | Deportes Maipo       | 18 | 8  | 3  | 7  | 29 | 27 | 2   | 19  |
| 6   | Juventud Ferro       | 18 | 6  | 7  | 5  | 29 | 27 | 2   | 19  |
| 7   | Juventud Chépica     | 18 | 8  | 3  | 7  | 32 | 38 | -6  | 19  |
| 8   | Goodyear             | 18 | 4  | 9  | 5  | 28 | 26 | 2   | 17  |
| 9   | Unión Veterana       | 18 | 2  | 6  | 10 | 19 | 38 | -19 | 10  |
| 10  | Tricolor Municipal   | 18 | 2  | 2  | 14 | 14 | 37 | -23 | 6   |

### Zona norte
| Pos | Equipo               | PJ | PG | PE | PP | GF | GC | Dif | Pts |
| --- | -------------------- | -- | -- | -- | -- | -- | -- | --- | --- |
| 1   | San Luis             | 18 | 11 | 4  | 3  | 43 | 20 | 23  | 26  |
| 2   | Municipal Las Condes | 18 | 11 | 4  | 3  | 36 | 19 | 17  | 26  |
| 3   | Santiago Morning     | 18 | 10 | 2  | 6  | 48 | 25 | 23  | 22  |
| 4   | Cóndor San Antonio   | 18 | 9  | 4  | 5  | 25 | 16 | 9   | 22  |
| 5   | Iván Mayo            | 18 | 8  | 4  | 6  | 46 | 25 | 21  | 20  |
| 6   | Barnechea            | 18 | 8  | 2  | 8  | 32 | 27 | 5   | 18  |
| 7   | Municipal Talagante  | 18 | 6  | 1  | 11 | 31 | 38 | -7  | 13  |
| 8   | Concón National      | 18 | 5  | 2  | 11 | 21 | 56 | -35 | 12  |
| 9   | Comercio Llay-Llay   | 18 | 4  | 3  | 11 | 27 | 53 | -26 | 11  |
| 10  | Defensor Casablanca  | 18 | 4  | 2  | 12 | 27 | 57 | -30 | 10  |

## Liguilla de ascenso
| Pos | Equipo               | PJ | PG | PE | PP | GF | GC | Dif | Pts |
| --- | -------------------- | -- | -- | -- | -- | -- | -- | --- | --- |
| 1   | Unión Santa Cruz     | 18 | 13 | 2  | 3  | 26 | 9  | 17  | 28  |
| 2   | San Luis             | 18 | 12 | 1  | 5  | 28 | 14 | 14  | 25  |
| 3   | Municipal Las Condes | 18 | 8  | 8  | 2  | 23 | 15 | 8   | 24  |
| 4   | Deportes Laja        | 18 | 8  | 7  | 3  | 25 | 18 | 7   | 23  |
| 5   | Curicó Unido         | 18 | 8  | 6  | 4  | 20 | 13 | 7   | 22  |
| 6   | Cóndor San Antonio   | 18 | 5  | 4  | 9  | 11 | 18 | -7  | 14  |
| 7   | Santiago Morning     | 18 | 5  | 4  | 9  | 20 | 31 | -11 | 14  |
| 8   | Juventud Puente Alto | 18 | 3  | 7  | 8  | 20 | 30 | -10 | 13  |
| 9   | Cía. de Teléfonos    | 18 | 4  | 3  | 11 | 20 | 31 | -11 | 11  |
| 10  | Deportivo Valdivia   | 18 | 2  | 2  | 14 | 15 | 29 | -14 | 6   |

## Campeón
| Campeón Unión Santa Cruz    |
| Asciende a Segunda División |